# Pavol Mešťan
Pavol Mešťan (původním příjmením Marmorstein[zdroj?]; 11. listopadu 1946 – 29. dubna 2022) byl pedagog na Slovensku a ředitel Muzea židovské kultury v Bratislavě.
Vystudoval slovenštinu a dějiny. Posléze působil na Vysoké stranické škole ÚV KSS v Bratislavě, kde získal profesuru. V současnosti (2009) působí na Katedře politologie a evropských studií FF UKF v Nitře.[zdroj?]
Miroslav Kusý ho označil za hlavního normalizátora na Slovensku.[ujasnit] Podle Kusého byl znám svým angažovaným vystupováním proti Chartě 77.